# Heide- und Magerrasenlandschaft am Ochsenweg und im Soholmfeld
Heide- und Magerrasenlandschaft am Ochsenweg und im Soholmfeld este o arie protejată (arie specială de conservare — SAC, sit de importanță comunitară — SCI) din Germania întinsă pe o suprafață de 298 ha, integral pe uscat.

## Localizare
Centrul sitului Heide- und Magerrasenlandschaft am Ochsenweg und im Soholmfeld este situat la coordonatele 54°44′47″N 8°59′01″E / 54.7464°N 8.9836°E.

## Înființare
Situl Heide- und Magerrasenlandschaft am Ochsenweg und im Soholmfeld a fost declarat sit de importanță comunitară în septembrie 2004 pentru a proteja 1 specie de animale. Situl a fost protejat și ca arie specială de conservare în ianuarie 2010.

## Biodiversitate
Situată în ecoregiunea atlantică, aria protejată conține 13 habitate naturale: Vegetație psamofilă uscată cu Calluna și Genista, Vegetație psamofilă uscată cu Calluna și Empetrum nigrum, Vegetație psamofilă uscată cu pășuni deschise de Corynephorus și Agrostis, Ape oligotrofe din câmpii nisipoase, cu un conținut foarte redus de minerale (Littorelletalia uniflorae), Ape stătătoare oligotrofe până la mezotrofe, cu vegetație de Littorelletea uniflorae și/sau de Isoëto-Nanojuncetea, Lacuri eutrofice naturale cu vegetație de tip Magnopotamion sau Hydrocharition, Pajiști umede nord-atlantice cu Erica tetralix, Pajiști uscate europene, Formațiuni ierboase bogate în specii de Nardus, dezvoltate pe substraturi silicioase în zone montane (și în zone submontane, în Europa continentală), Fânețe de joasă altitudine (Alopecurus pratensis, Sanguisorba officinalis), Mlaștini turboase de tranziție și turbării mișcătoare, Păduri de fag Luzulo-Fagetum, Păduri acidofile de stejar bătrân cu Quercus robur pe câmpii nisipoase.
La baza desemnării sitului se află o specie protejată de  amfibieni: triton cu creastă (Triturus cristatus)
Pe lângă speciile protejate, pe teritoriul sitului au mai fost identificate 1 specie de nevertebrate.